# Tanacetum stoliczkae
Tanacetum stoliczkae là một loài thực vật có hoa trong họ Cúc. Loài này được (C.B.Clarke) R.Khan miêu tả khoa học đầu tiên năm 1991.